# 脂肪分解
脂肪分解（しぼうぶんかい 英: lipolysis）とは脂質の分解を指し、それはトリグリセリドをグリセロールと遊離脂肪酸に加水分解する。以下のホルモンが脂質分解を誘導する: グルカゴン、アドレナリン、ノルアドレナリン、グレリン、成長ホルモン、テストステロン、コルチゾール。これらはGタンパク質共役受容体 (7回膜貫通型受容体) を促し、それがアデニル酸シクラーゼを活性化する。これによりcAMPの産生が増加し、cAMPはプロテインキナーゼA (PKA) を活性化し、その後PKAが脂肪組織内のリパーゼを活性化する。
トリグリセリドは超低密度リポタンパク質 (VLDL) 等のリポタンパク質によって、血液を通り適切な組織 (脂肪や筋など) に運ばれる。VLDL上に現れたトリグリセリドは標的組織の細胞内リパーゼによって脂肪分解を受け、グリセロールと遊離脂肪酸が産生される。そして血中に放出された遊離脂肪酸は細胞内へ取り込まれることができるようになる。 細胞に速やかに取り込まれなかった遊離脂肪酸は、エネルギーを必要とする周囲の組織へ輸送されるためにアルブミンと結合することもある。血清アルブミンが血液中の遊離脂肪酸の主要な運び屋である。 グリセロールは血流にも入り、肝臓または腎臓で吸収され、そこでグリセロールキナーゼによってグリセロール3-リン酸に変換される。肝臓のグリセロール3-リン酸は大部分がジヒドロキシアセトンリン酸 (DHAP) に、その後グリセルアルデヒド3-リン酸 (GA3P) に変換され、解糖系と糖新生回路に復帰する。
トリグリセリドの分解は脂肪分解によるが、それの合成はエステル化というプロセスによって行われる。エステル化と脂肪分解は実質的には互いの逆反応である。
現在美容医学分野において、局部の皮下脂肪組織を減らすため、次の4つの非侵襲的な体型矯正技術が発達しつつある: 低レベルレーザー治療 (LLLT), 低温脂肪分解 (en:cryolipolysis), ラジオ波治療 (RF), 強力集中超音波治療 (HIFU) 。
インスリンの内側基底視床下部での作用が、白質脂肪組織への交感神経系出力を低下させることによって、脂肪分解を抑制することが示されている。 この脂肪分解の抑制には、インスリン受容体と神経細胞の細胞膜に現れるガングリオシドの相互作用が関与している。